# Kongobu-ji

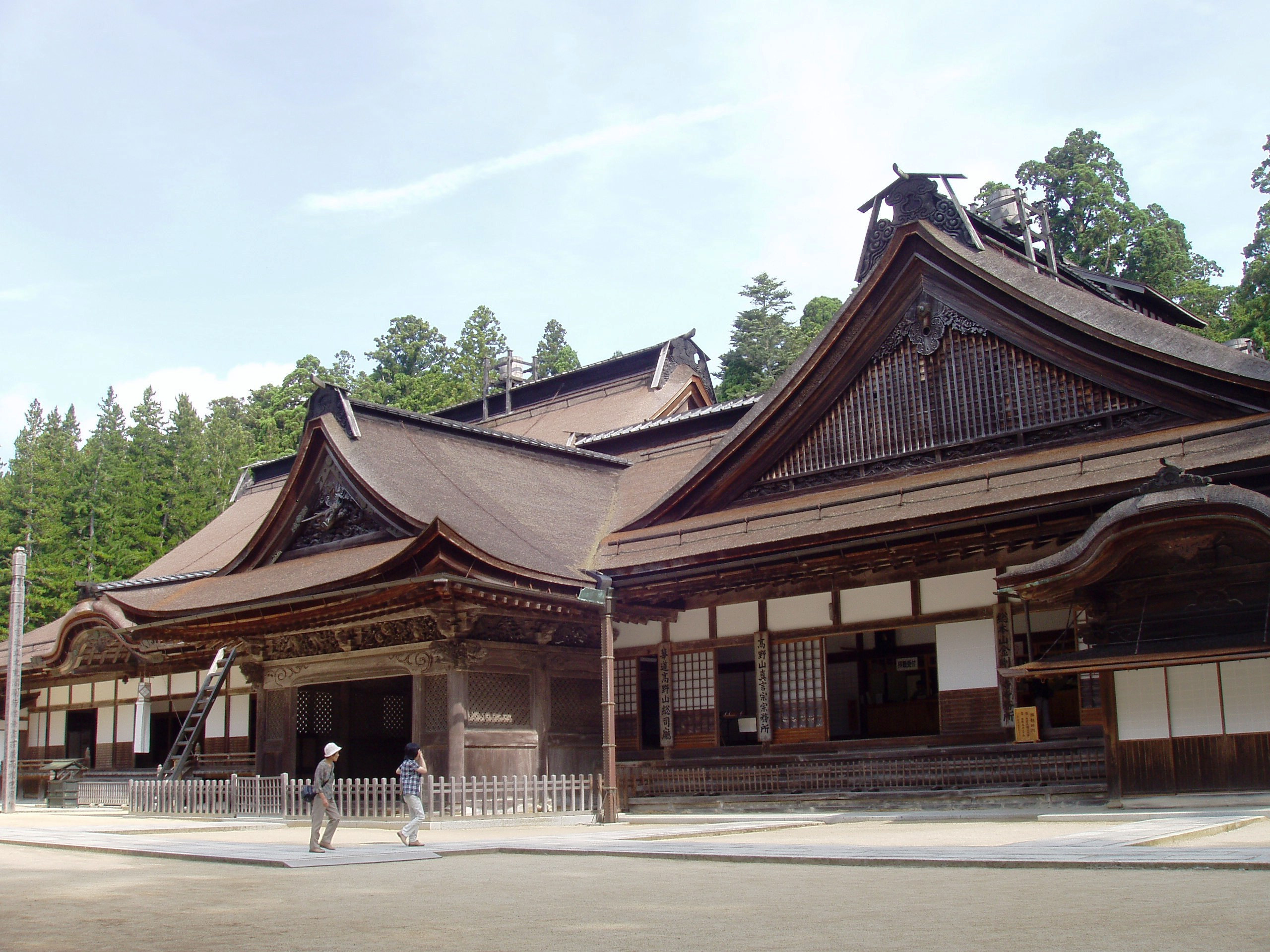
Templo Kongobu-ji

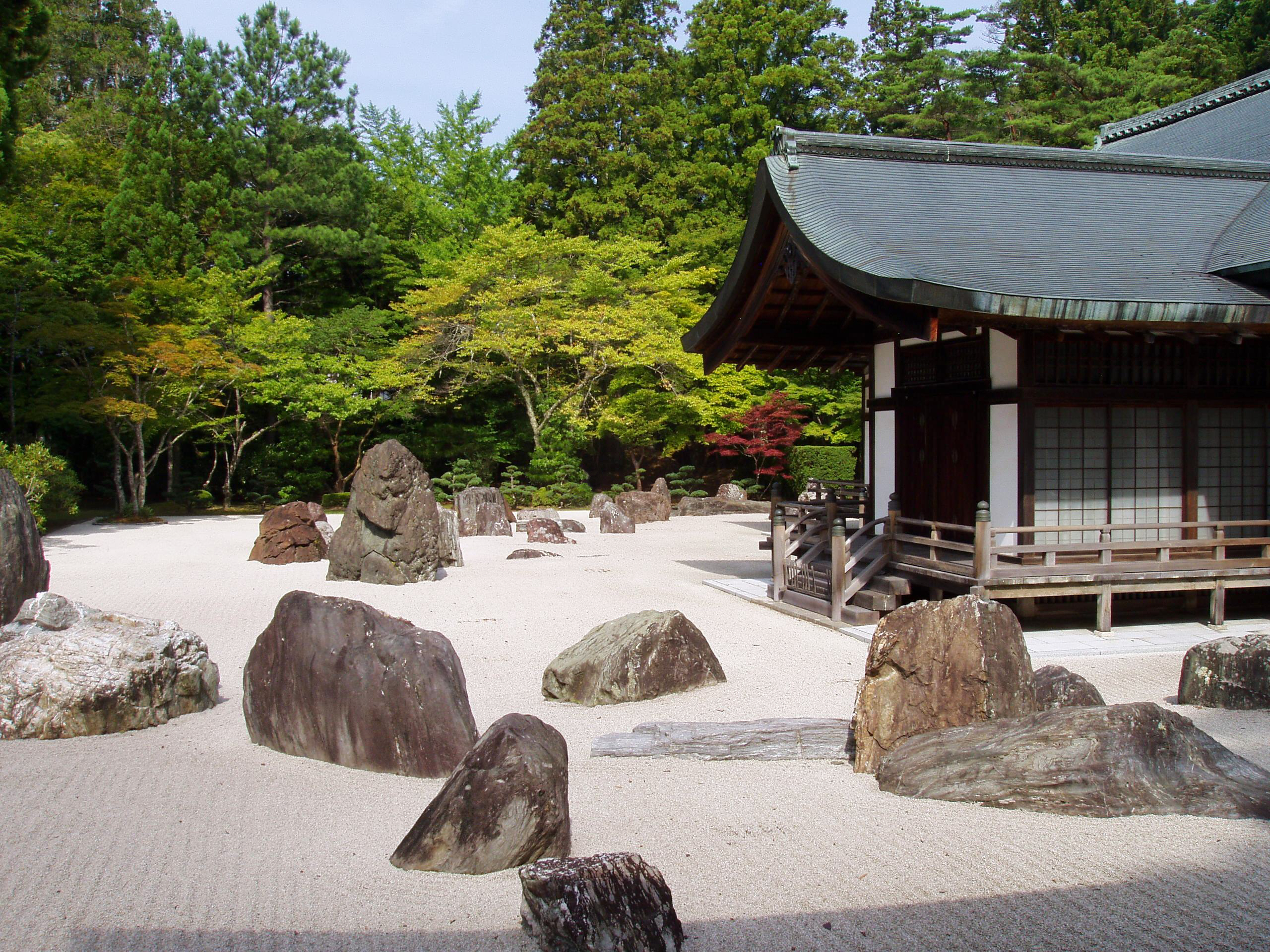
Jardim de pedras Banryutei, Templo Kongobu-ji

Kongobu-ji (金剛峰寺) é o templo matriz do ramo principal da escola Shingon, localizado o Monte Koya (高野山, Kōya-san), Wakayama, Japão. Seu nome significa Templo da montanha de diamante.
O templo foi primeiro construído como templo Seigan-ji em 1593 por Toyotomi Hideyoshi quando da morte de sua mãe, reconstruído em 1861, e dado o presente nome em 1869. Contém muitas portas corrediças (shoji) pintadas por Kanō Tanyū (1602-1674) e membros da escola de pintura deste em Kyoto.
O moderno jardim de pedra Banryutei do templo é o maior do Japão (2340m²), com 140 pedras de granito arranjadas de maneira à sugerir um par de dragões emergindo das nuvens para proteger o templo.